# Stanisław Zięba (Politiker, 1947)
Stanisław Zięba (* 20. August 1947 in Borówna) ist ein polnischer Politiker der Bürgerplattform, Gewerkschafter, Oppositioneller in Zeiten der Volksrepublik Polen, Ratsmitglied der Stadt Krakau, Gründer und Vorstandpräsident der Solidarni-Solidarnym-Stiftung und Mitbegründer des Zentrum der katholischen Kultur - Mistrzejowice.

## Leben
Nach der Schulzeit begann Stanisław Zięba sein Arbeitsleben 1964 als Monteur im Krakowskie Przedsiębiorstwo Robót Inżynieryjnych (Krakauer Ingenieurarbeitenbetrieb). Im Jahr 1965 wurde er Angestellter im Zakład Transportu Kolejowego Huty im. Lenina (Eisenbahnverkehrsbetrieb bei der Lenin-Eisenhütte) und arbeitete als Rangierer, Schlosser und Lagerist. Seit 1980 ist er Mitglied der NSZZ Solidarność und Mitbegründer von Solidarność im Zakład Transportu Kolejowego Huty im. Lenina. Während des von 1981 bis 1983 herrschenden Kriegsrechtes gehörte er zum Streikkomitee bei ZTK und organisierte Sportveranstaltungen für die Kinder und Jugend. Am 25. August 1988 organisierte Zięba den Streik in der Lenin-Eisenhütte zum Zeichen der Solidarität mit Arbeitern der Kohlebergwerke „Victoria“ in Wałbrzych und wegen der internationalen Menschenrechtekonferenz, die in Mistrzejowice stattfand. Im März 1989 gehörte er zum Präsidium des ersten öffentlichen Regionalkomitees der Solidarität „Małopolska“. Im Mai 1988 wurde Zięba, zusammen mit Jurczak, Piekarz und Lupa, von Lech Wałęsa zur Wiederherstellung der Strukturen von Solidarität ermächtigt.
Als Vorstandpräsident der Solidarni-Solidarnym-Stiftung half Zięba den Familien der toten Aktivisten, die um die Unabhängigkeit Polens in Zeiten der Volksrepublik Polen gekämpft hatten, und organisierte verschiedene Wohltätigkeitsveranstaltungen (z. B. Bälle, Konzerte). Er ist auch der Initiator des Bogdan-Włosik-Gedächtnislaufes, der zum ersten Mal im Jahr 1995 stattfand.

## Politische Ämter
Stanisław Zięba kandidierte dreimal für den Sejm, erlangte jedoch kein Abgeordnetenmandat. Seit dem 1. Juni 1994 ist er Mitglied des Krakauer Stadtrates, zunächst als Mitglied der Wahlaktion Solidarność, dann für die Partei Recht und Gerechtigkeit und für die Bürgerplattform.

## Auszeichnungen
- 2002: Heiliger-Bruder-Albert-Medaille der Fundacja im. Brata Alberta (Bruder Albert-Stiftung) in Krakau.[1]
- 2012: Ritterkreuz des Ordens Polonia Restituta, verliehen von Präsident Bronisław Komorowski für seine Selbstverwaltungstätigkeit.[2]